# Metropol (napilap)
A Metropol (2008-ig Metro) egy 1998-ban alapított ingyenes, hétköznapokon megjelenő, színes, fővárosi napilap Magyarországon. 2016. június 14-ig az újság a Metro International tagja volt, ezután 4 évre megszűnt.
2020. július 20-án bejelentették, hogy a Közép-Európai Sajtó és Média Alapítványhoz tartozó Mediaworks Hungary Zrt. újraindítja a Metropolt, ami az év szeptember 7-én jelent meg először. A Fidesz egyik propagandalapjaként szolgál.

## Története

### Metro
A lap eredeti neve Metro. Először  1998. szeptember 7-én jelent meg Budapesten. Az első napon 160 000 példány ingyenes napilap került kiosztásra, majd fogyott el órák alatt. A Metro 2001-ben vált országos napilappá, immáron 18 megyeszékhelyen.

### Névváltoztatás Metropolra

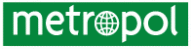
A Metropol logója 2008 és 2016 között

2003-ban a Metro International DL AG (a Metro áruházlánc tulajdonosa) jelezte, hogy aggályosnak tartja a névegyezőséget, és védjegyoltalmi pert kezdeményezett az újság nevének megváltoztatásáért. Öt év pereskedést követően a lap nevét 2008. augusztus 7-től Metropol névre változtatták. A kiadó nem jelzett gyökeres változást, mivel a lap karaktere nem változott. A lap egyébként nem csak idehaza, más országokban is eltérő névvel jelenik meg: Chilében Publimetro, Dániában Metro Express, Görögországban Metrorama az újság neve.
A magyar kiadás jogát 2011-ben szerezte meg a Simicska Lajos üzlettársának, Fonyó Károlynak vagyonkezelő cége, a Megapolis Zrt. 2012 áprilisában 90 településen csaknem 400 ezer példányt osztottak ki naponta. Megszűnéséig a Metropol Magyarország legnagyobb példányszámú ingyenes napilapja volt. A Népszabadság szerint Fonyó Károly évtizedek óta jó viszonyt ápol a Simicska Lajossal, aki 2015-ös interjúsorozata során összekülönbözött az akkori miniszterelnökkel, Orbán Viktorral. Ezt követően visszaestek a lap reklámbevételei, 2015-ben felénél is kevesebb állami hirdetés jelent meg a lapban, mint 2014-ben, és a Budapesti Közlekedési Központ (BKK) sem hosszabbította meg a lap terjesztési bérleti szerződését. A 2015-ös adózás utáni eredmény 233 milliós veszteség volt.
2016. június 13-án jelentették be, hogy a 14-i (keddi) szám lesz az utolsó megjelenő Metropol. A Népszabadság információi szerint Fonyó Károly üzleti szempontok miatt döntött az újság megszüntetése mellett, mert 2015-ben 233 millió forintos veszteséggel zártak és a 2016-ra készített üzleti tervek egyike sem jósolt nyereséges működést. A terjesztési helyét pályáztatás nélkül a Habony Árpád és Győri Tibor cége, a Modern Media Group (MMG) által kiadott szintén ingyenes Lokál újság kapta meg a BKK-tól.

### Újraindulás
2020. július 20-án a KESMA égisze alá tartozó Mediaworks közleményt adott ki, melyben bejelentette, hogy az év szeptemberétől négy év szünet után újraindítják a napilapot. A kiadvány továbbra is ingyenes lesz, a főszerkesztője Simon László, aki 18 éven át dolgozott az eredeti lapnál, azóta pedig a Ripost nevű bulvárlapnál töltött be rovatvezetői pozíciót.
A Válasz Online már 2019-ben úgy értesült, hogy a KESMA fontolgatja a Metropol újraindítását, mert utódját, a hasonló stílusú és erősen kormánypárti Lokált túl silánynak tartják. A Mediaworks akkor még közleményben tagadta ennek valóságtartalmát. Egyes vélemények szerint a Metropolt a nem sokkal korábban indult, szintén ingyenes Pesti Hírlap vetélytársának szánták. (Az újság 2022-ben megszűnt.)
Az új lap végül 2020. szeptember 7-én jelent meg először, ami egyben a Lokál végét jelentette. A lokal.hu domain innentől kezdve a metropol.hu-ra irányít, valamint ennek megfelelően a Lokál Facebook-oldala is átalakult.

## Formátum, célcsoport
Az újság nagysága és terjedelme a tömegközlekedési eszközökön való olvasásra van tervezve. Saját bevallásuk szerint célcsoportjuk a fiatal dolgozó, tanuló, aktív városlakók, akik igényeihez próbálták igazítani a lapot.
Az újraindított lap a közlemény szerint minden hétköznap 24 oldalon megjelenő ingyenes újság továbbra is a városlakók, a közlekedő tömeg lapja lesz, de a szokásos utcai terjesztésen túl az eddigieknél nagyobb elérést biztosítva bevásárlóközpontokban és egyéb hálózatokban is hozzáférhető lesz. A lapot 178 osztóponton terjesztik a fővárosban, saját magukat az "utca hangjaként" definiálják.

## Terjesztés
A Metropol korábban országosan több mint 1000 terjesztési ponton volt elérhető, összesen 340-390 ezer példányban. A Metropol Magyarország 37 városában – köztük Budapesten – egyedi terjesztési hálózaton, kihelyezett zöld, illetve fehér tartókban és terjesztőkön keresztül jutott el az olvasókhoz.
A Metropol új verziója csak a fővárosban érhető el.

## Kritikák és botrányos tartalmak
Az újság a közelmúltban több, morálisan kifogásolható és a közvéleményt felháborító cikket közzétett: 2021-ben egy úgynevezett „koldustérképet” mutattak be, amit sokan a hajléktalan emberekkel szembeni uszításként értékeltek, a Nemzeti Média- és Hírközlési Hatóság ezért 2022-ben 250 000 forint bírságot rótt ki a lapra, az erről szóló helyreigazítást viszont csak 2023-ban publikálták.
2025-ben pedig arra hívta fel az olvasóit, hogy „lányok által hordott szoknyákról és nacikról” küldjenek fotókat, mint írták „Minél rövidebb, annál jobb.” A hírre reagálva feminista aktivisták kisebb tűntetést tartottak a kiadványt tulajdonló Mediaworks székháza előtt, amelyen élesen bírálták a lapot, amiért az szerintük szexuális tárgyként kezeli a nőket, személyi jogokaikat sérti és emellett zaklatásra buzdít. Ez ügyben a Nemzeti Adatvédelmi és Információszabadság Hatóság is eljárást indított, ami megállapította, hogy a lap megsértette a GDPR-rendelkezéseket. Később egy mérőszalag téves leolvasásával váltak gúny tárgyává, amit egy lejáratónak szánt cikkben vettek igénybe.
Ezeken kívül gyakran publikálnak politikai töltetű cikkeket is, amelyek főleg ellenzéki politikusokat, ellenzéki vezetésű fővárosi önkormányzati vezetőket és Karácsony Gergely főpolgármestert kritizálják, gyakran vitatott hitelességű, lejárató célzatú és rágalmazó módon. Az ilyen cikkek miatt a szerkesztőség többször kényszerült jogi úton is megítélt helyreigazításra.

## Metro International

A Metro International logója

A Metro International ma a világ legnagyobb globális napilapja, amely több mint 10 milliós példányszámával bekerült a Guinness Rekordok Könyvébe. A Metrónak hétköznap 73 napi kiadása, 23 országban, 15 nyelven jelenik meg Európa, Észak- és Dél-Amerika, valamint Ázsia több mint 125 nagyvárosában különböző neveken. Naponta több mint 18 millióan olvassák világszerte. A Metro újság célcsoportját elsősorban a fiatal, tanuló, dolgozó, aktív városi lakosság képviseli. A lap hasonló formátumban megjelenik Brazíliában, Chilében, Csehországban, Dániában, Dél-Koreában, Finnországban, Franciaországban, Görögországban, Hollandiában, Hongkongban, Kanadában, Mexikóban, Olaszországban, Oroszországban, Portugáliában, Svédországban, Guatemalában, Puerto Ricóban, Kolumbiában, Ecuadorban, Peruban és az Egyesült Államokban. (Ugyanakkor a Metro lengyelországi és horvátországi kiadása már megszűnt).